# Casar de Cáceres
Casar de Cáceres este un oraș din Spania, situat în provincia Cáceres din comunitatea autonomă Extremadura. În 2007 număra 4.879 de locuitori.